# جری لوپز
جری لوپز (انگلیسی: Gerry Lopez؛ زادهٔ ۷ نوامبر ۱۹۴۸) یک هنرپیشه اهل ایالات متحده آمریکا است.